# Maroko w Konkursie Piosenki Eurowizji
Maroko wzięło udział w Konkursie Piosenki Eurowizji w 1980. Za transmisję i przygotowania reprezentanta odpowiadał marokański nadawca publiczny Société nationale de radiodiffusion et de télévision (SNRT).

## Historia Maroko w Konkursie Piosenki Eurowizji

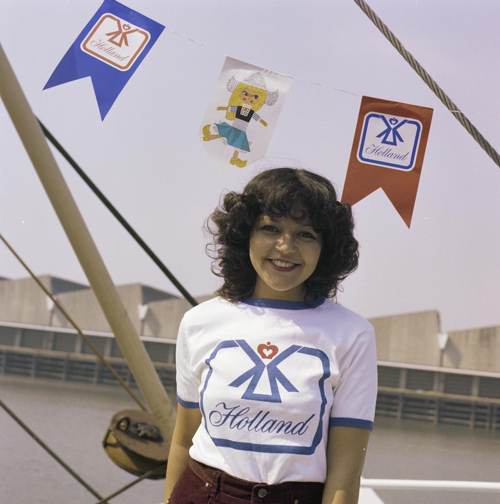
Samira Sa’id przed Konkursem Piosenki Eurowizji w 1980

Korzystając z nieobecności Izraela w konkursie, marokański nadawca publiczny Société nationale de radiodiffusion et de télévision (SNRT) wysłał reprezentanta na 25. Konkurs Piosenki Eurowizji w 1980, dzięki czemu został pierwszym afrykańskim krajem biorącym udział w konkursie. Przedstawiciele SNRT wewnętrznie zdecydowali, by na konkurs pojechała Samira Sa’id z utworem „Bitakat hubb” (بطاقة حب), który został pierwszą arabskojęzyczną piosenką wykonaną na Eurowizji.
19 kwietnia 1980 Sa’id wystąpiła w finale konkursu organizowanego w Hadze i zdobyła siedem punktów (wszystkie od Włoch), przez co zajęła przedostatnie, 18. miejsce.
W związku ze słabym wynikiem stacja SNRT nie wzięła udziału w następnym konkursie.
W 2008 prywatny nadawca 2 Morocco Television rozpoczął starania o członkostwo w Europejskiej Unii Nadawców (EBU), aby mieć możliwość wystawienia reprezentanta na Konkurs Piosenki Eurowizji. Marokańskie władze są jednak przeciwne udziałowi państwa w konkursie ze względu na konflikt z Izraelem. Po podpisaniu w grudniu 2020 traktatu pokojowego między krajami udział Maroka w Eurowizji ponownie stał się możliwy, a izraelskie media zachęcały Maroko do powrotu na konkurs.

## Uczestnictwo
Maroko uczestniczyło w konkursie w 1980 roku. Poniższa tabela uwzględnia nazwiska wszystkich marokańskich reprezentantów, tytuły konkursowych utworów oraz wyniki osiągnięte w poszczególnych latach.
| Rok  | Wykonawca    | Piosenka                 | Język   | Finał   | Finał  | Półfinał                | Półfinał                |
| Rok  | Wykonawca    | Piosenka                 | Język   | Miejsce | Punkty | Miejsce                 | Punkty                  |
| ---- | ------------ | ------------------------ | ------- | ------- | ------ | ----------------------- | ----------------------- |
| 1980 | Samira Sa’id | „Bitakat Hob” (بطاقة حب) | arabski | 18      | 7      | Brak rundy półfinałowej | Brak rundy półfinałowej |

## Historia głosowania w finale (1980)
| L.p. | Kraj            | Punkty |
| ---- | --------------- | ------ |
| 1    | Turcja          | 12     |
| 2    | Niemcy          | 10     |
| 3    | Wielka Brytania | 8      |
| 4    | Szwajcaria      | 7      |
| 5    | Szwecja         | 6      |

| L.p. | Kraj   | Punkty |
| ---- | ------ | ------ |
| 1    | Włochy | 7      |